# Municipio de Corwin (Iowa)
El municipio de Corwin (en inglés: Corwin Township) es un municipio ubicado en el condado de Ida en el estado estadounidense de Iowa. En el año 2010 tenía una población de 2389 habitantes y una densidad poblacional de 25,99 personas por km².

## Geografía
El municipio de Corwin se encuentra ubicado en las coordenadas 42°20′22″N 95°29′52″O / 42.33944, -95.49778. Según la Oficina del Censo de los Estados Unidos, el municipio tiene una superficie total de 91.92 km², de la cual 91.64 km² corresponden a tierra firme y (0.3%) 0.28 km² es agua.

## Demografía
Según el censo de 2010, había 2389 personas residiendo en el municipio de Corwin. La densidad de población era de 25,99 hab./km². De los 2389 habitantes, el municipio de Corwin estaba compuesto por el 98.28% blancos, el 0.29% eran afroamericanos, el 0.17% eran amerindios, el 0.13% eran asiáticos, el 0.04% eran isleños del Pacífico, el 0.46% eran de otras razas y el 0.63% pertenecían a dos o más razas. Del total de la población el 0.84% eran hispanos o latinos de cualquier raza.